# Subseven (Band)
Subseven war eine christliche Post-Hardcore-Band, die 1999 in Oklahoma, USA gegründet wurde.

## Bandname
Der Name „Subseven“ bedeutet „Gott unterworfen“, wobei „Sub“ für englisch submitted ‚unterworfen‘ und seven ‚7‘ für die Zahl Gottes steht.

## Stil
Der Stil der Band reiht sich in den Sound anderer bekannter poppiger, flotter und metallisch-melodiöser Post-Hardcore-Bands wie From Autumn to Ashes ein. Weiterhin finden sich einige Pop-Punk und Alternative-Rock-Elemente.

## Diskografie
- 2004: Subseven: The EP
- 2005: Free to Conquer

## Musikvideos
- 2004: Emotion
- 2005: Free To Conquer
- 2005: Hold On